# Communauté de communes du Pays de Meslay-Grez
La communauté de communes du Pays de Meslay-Grez est une communauté de communes française, située dans le département de la Mayenne et dans la région Pays de la Loire.

## Histoire
- 7 avril 1964 : création du groupement.
- 20 décembre 2000 : extension des compétences.
- 26 décembre 2000 : transformation du district en communauté de communes de Meslay-du-Maine.
- 24 octobre 2001 : nouveau statut et extension des compétences.
- 18 décembre 2001 : adhésion de Bannes.
- 30 octobre 2003 : extension du territoire (fusion avec la communauté de communes du Pays de Grez-en-Bouère) et modification des statuts.
- 17 août 2006 : définition de l'intérêt communautaire.
- 1er janvier 2017 : fusion de Ballée et d'Épineux-le-Seguin pour former la commune de Val-du-Maine ; la communauté de communes compte désormais 22 communes.

## Territoire communautaire

### Géographie
Située au sud-est  du département de la Mayenne, la communauté de communes du Pays de Meslay-Grez regroupe 22 communes et présente une superficie de 421,8 km2.

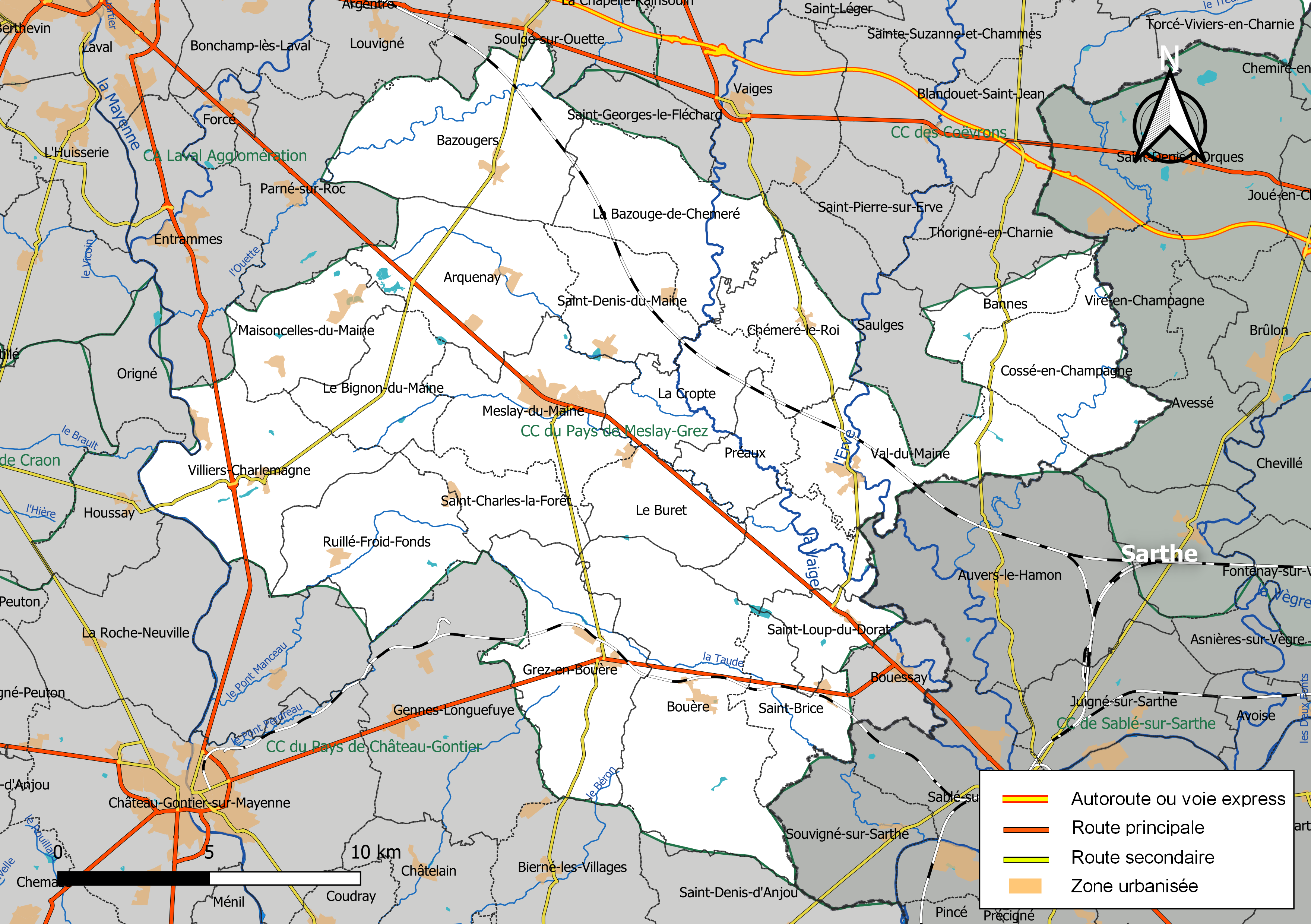
Carte de la communauté de communes du Pays de Meslay-Grez au 1er janvier 2019.

### Composition

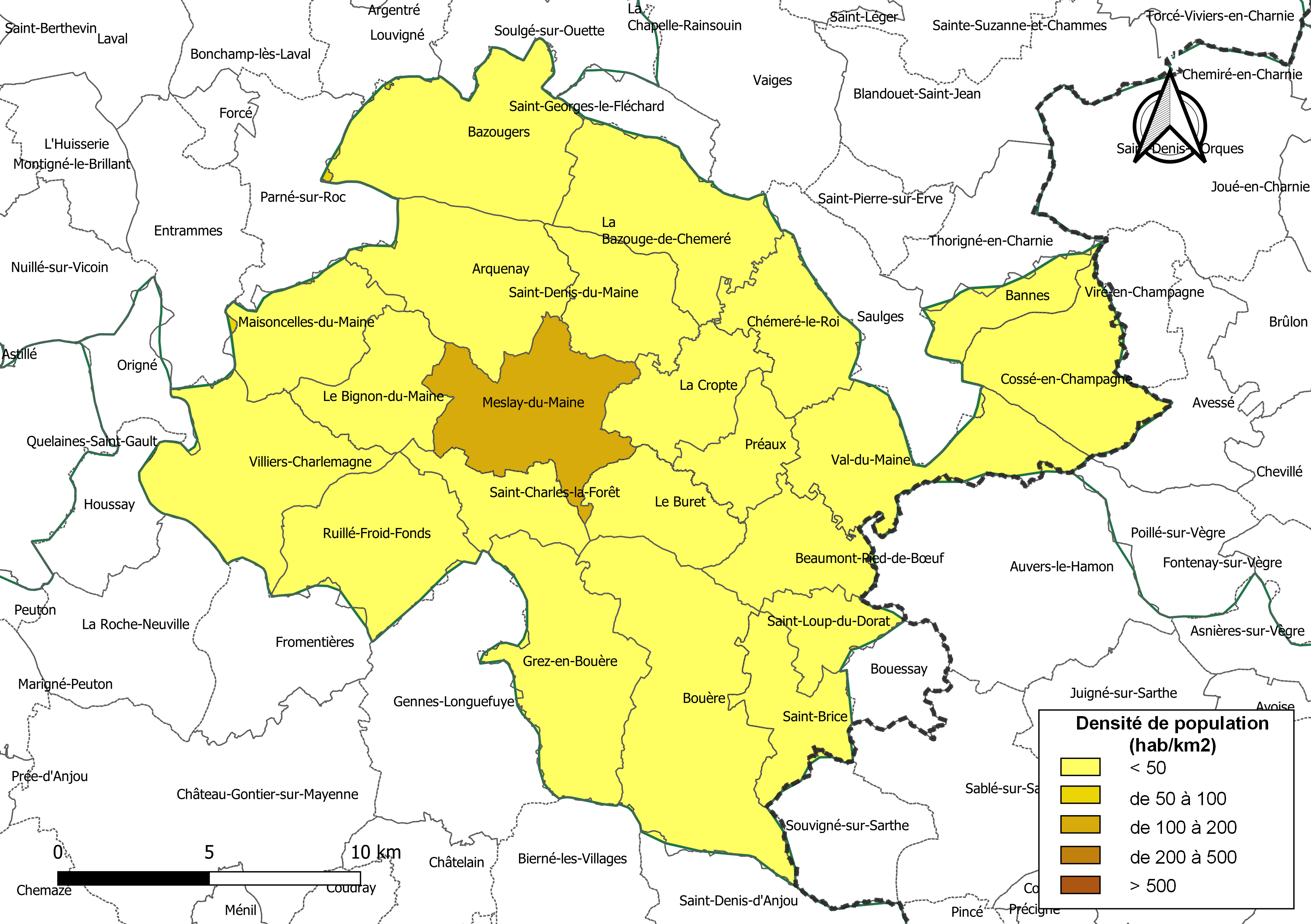
Carte des densités de population (millésimée 2016) des communes de la communauté de communes du Pays de Meslay-Grez. Composition en communes au 1er janvier 2019.

La communauté de communes est composée des 22 communes suivantes :

| Nom                     | Code Insee | Gentilé        | Superficie (km2) | Population (dernière pop. légale) | Densité (hab./km2) |
| ----------------------- | ---------- | -------------- | ---------------- | --------------------------------- | ------------------ |
| Meslay-du-Maine (siège) | 53152      | Meslinois      | 24,18            | 2 784 (2022)                      | 115                |
| Arquenay                | 53009      | Arquenaysiens  | 25,25            | 672 (2022)                        | 27                 |
| Bannes                  | 53019      | Bannéens       | 8,32             | 119 (2022)                        | 14                 |
| La Bazouge-de-Chemeré   | 53022      | Bazougéens     | 24,84            | 495 (2022)                        | 20                 |
| Bazougers               | 53025      | Bazougerois    | 31,72            | 1 086 (2022)                      | 34                 |
| Beaumont-Pied-de-Bœuf   | 53027      | Belmontais     | 13,31            | 203 (2022)                        | 15                 |
| Le Bignon-du-Maine      | 53030      | Bignonnais     | 14,29            | 320 (2022)                        | 22                 |
| Bouère                  | 53036      | Bouerillons    | 42,54            | 1 066 (2022)                      | 25                 |
| Le Buret                | 53046      | Buretins       | 12,92            | 313 (2022)                        | 24                 |
| Chémeré-le-Roi          | 53067      | Chémeréens     | 15,18            | 433 (2022)                        | 29                 |
| Cossé-en-Champagne      | 53076      | Cosséens       | 20,88            | 307 (2022)                        | 15                 |
| La Cropte               | 53087      | Croptois       | 14,15            | 226 (2022)                        | 16                 |
| Grez-en-Bouère          | 53110      | Grézillons     | 27,29            | 977 (2022)                        | 36                 |
| Maisoncelles-du-Maine   | 53143      | Maisoncellois  | 15,83            | 510 (2022)                        | 32                 |
| Préaux                  | 53184      | Préauxois      | 9,58             | 161 (2022)                        | 17                 |
| Ruillé-Froid-Fonds      | 53193      | Ruilléens      | 23,56            | 575 (2022)                        | 24                 |
| Saint-Brice             | 53203      | Bricéens       | 13,23            | 524 (2022)                        | 40                 |
| Saint-Charles-la-Forêt  | 53206      | Carloforestins | 10,61            | 219 (2022)                        | 21                 |
| Saint-Denis-du-Maine    | 53212      | Dionysiens     | 14,55            | 456 (2022)                        | 31                 |
| Saint-Loup-du-Dorat     | 53233      | Lupidoratois   | 8,29             | 335 (2022)                        | 40                 |
| Val-du-Maine            | 53017      | Valmainois     | 23,67            | 971 (2022)                        | 41                 |
| Villiers-Charlemagne    | 53273      | Caropolitains  | 27,57            | 1 080 (2022)                      | 39                 |

## Administration
| Période    | Période    | Identité        | Étiquette | Qualité                                                          |
| ---------- | ---------- | --------------- | --------- | ---------------------------------------------------------------- |
| 2004       | avril 2014 | Norbert Bouvet  | UMP       | Maire de Villiers-Charlemagne, vice-président du conseil général |
| avril 2014 | juin 2020  | Bernard Boizard | DVD       | Agriculteur, maire de Saint-Denis-du-Maine                       |
| juin 2020  | actuel     | Jacky Chauveau  | SE        | Directeur territorial, maire de Bouère                           |

Norbert Bouvet, premier président élu après la fusion des communautés de Grez-en-Bouère et de Meslay-du-Maine, était président de la première, et André Bourdais, maire de Meslay-du-Maine, président de la seconde.